# غزنرة فقاعية
غزنرة فقاعية (الاسم العلمي:Gesneria bullata) هي نوع من النباتات تتبع جنس الغزنرة من الفصيلة الغزنرية.